# Еймс (Небраска)
Еймс (англ. Ames) — переписна місцевість (CDP) в США, в окрузі Додж штату Небраска. Населення — 14 осіб (2020).

## Географія
Еймс розташований за координатами 41°26′54″ пн. ш. 96°37′35″ зх. д. / 41.44833° пн. ш. 96.62639° зх. д. (41.448440, -96.626347).  За даними Бюро перепису населення США в 2010 році переписна місцевість мала площу 0,85 км², з яких 0,85 км² — суходіл та 0,01 км² — водойми.

## Демографія
Згідно з переписом 2010 року, у переписній місцевості мешкали 24 особи в 9 домогосподарствах у складі 6 родин. Густота населення становила 28 осіб/км².  Було 14 помешкання (16/км²).
Расовий склад населення:
| - 91,7 % — білих - 4,2 % — чорних або афроамериканців |

До двох чи більше рас належало 4,2 %. Частка іспаномовних становила 0,0 % від усіх жителів.
За віковим діапазоном населення розподілялося таким чином: 20,8 % — особи молодші 18 років, 62,5 % — особи у віці 18—64 років, 16,7 % — особи у віці 65 років та старші. Медіана віку мешканця становила 44,5 року. На 100 осіб жіночої статі у переписній місцевості припадало 140,0 чоловіків;  на 100 жінок у віці від 18 років та старших — 111,1 чоловіків також старших 18 років.
Середній дохід на одне домашнє господарство  становив 47 262 долари США (медіана — 53 088), а середній дохід на одну сім'ю — 47 262 долари (медіана — 53 088). 
Цивільне працевлаштоване населення становило 61 осіб. Основні галузі зайнятості: освіта, охорона здоров'я та соціальна допомога — 36,1 %, будівництво — 36,1 %, роздрібна торгівля — 27,9 %.